# Szerencs (stacja kolejowa)
Szerencs (węg. Szerencs vasútállomás) – stacja kolejowa w Szerencs, w komitacie Borsod-Abaúj-Zemplén, na Węgrzech. 
Stacja znajduje się na ważnej linii 80 Budapest – Hatvan - Miskolc - Sátoraljaújhely i obsługuje pociągi wszystkich kategorii. Tutaj ma swój początek linia 98 Szerencs – Hidasnémeti.

## Linie kolejowe
- Linia 80 Budapest – Hatvan - Miskolc - Sátoraljaújhely
- Linia 98 Szerencs – Hidasnémeti